# Tibor Károlyi
Tibor Károlyi (Budapest, 15 novembre 1961) è uno scacchista ungherese.
Ha ottenuto il titolo di Maestro Internazionale nel 1983 e di Arbitro internazionale nel 1997.

## Principali risultati
Nel 1984 vinse il campionato ungherese open (il campionato assoluto venne vinto da Andras Adorjan).
Dal 1989 diventò allenatore di vari scacchisti ungheresi, tra di essi vi sono stati Péter Lékó, Judit Polgár, Ildikó Mádl e Jason Goh Koon-Jong.
Tibor Károlyi ha scritto numerosi articoli di teoria degli scacchi sulla rivista New in Chess, ma è meglio noto come autore di libri di scacchi di successo. Il suo libro "Endgame Virtuoso Anatoly Karpov" (scritto assieme a Nick Aplin) vinse il premio Chess Book of the Year del 2007, assegnato dal quotidiano The Guardian.
Ottenne il suo massimo rating FIDE in gennaio 1988, con 2475 punti Elo.

## Pubblicazioni
Alcuni libri di Tibor Károlyi:
- Judit Polgar – The Princess of Chess, Batsford, 2004
- Kasparov's Fighting Chess 1993-1998 (con Nick Aplin), Batsford, 2007
- Kasparov's Fighting Chess 1999-2005 (con Nick Aplin), Batsford, 2007
- Endgame Virtuoso Anatoly Karpov (con Nick Aplin), New in Chess, 2007
- Kasparov: How His Predecessors Misled Him About Chess, Batsford, 2009
- Genius in the Background (con Nick Aplin), Quality Chess, 2009
- Karpov's Strategic Wins 1 - The Making of a Champion 1961-1985, Quality Chess, 2011
- Karpov's Strategic Wins 2 - The Prime Years 1986-2010, Quality Chess, 2011
- Mikhail Tal's Best Games 1 - The Magic of Youth 1949-1959, Quality Chess, 2014
- Mikhail Tal's Best Games 2 - The World Champion 1960-1971, Quality Chess, 2015
- Mikhail Tal's Best Games 3 - The Invincible, 1972 - 1992, Quality Chess, 2017 [2]
- Legendary Chess Careers - Yasser Seirawan, Chess Evolution, 2016
- Endgame Virtuoso Magnus Carlsen, New in Chess, 2018